# Turquia nos Jogos Olímpicos de Inverno de 2018
A Turquia participou dos Jogos Olímpicos de Inverno de 2018, realizados na cidade de Pyeongchang, na Coreia do Sul.
O país fez sua décima sétima aparição em Olimpíadas de Inverno, sendo que participa regularmente desde os Jogos de 1984, em Sarajevo. Sua delegação foi composta de oito atletas que competiram em quatro esportes.

## Desempenho

### Esqui alpino
Feminino
| Atleta            | Evento         | Descida 1 | Descida 2 | Total   | Pos. |
| ----------------- | -------------- | --------- | --------- | ------- | ---- |
| Özlem Çarıkçıoğlu | Slalom         | DNF       | DNF       | DNF     | DNF  |
| Özlem Çarıkçıoğlu | Slalom gigante | 1:27.71   | 1:25.29   | 2:53.00 | 57º  |

Masculino
| Atleta       | Evento         | Descida 1 | Descida 2 | Total   | Pos. |
| ------------ | -------------- | --------- | --------- | ------- | ---- |
| Serdar Deniz | Slalom         | DNF       | DNF       | DNF     | DNF  |
| Serdar Deniz | Slalom gigante | 1:23.45   | 1:20.78   | 2:44.23 | 67º  |

### Esqui cross-country
Feminino
| Atleta        | Evento      | Final   | Final |
| Atleta        | Evento      | Tempo   | Pos.  |
| ------------- | ----------- | ------- | ----- |
| Ayşenur Duman | 10 km livre | 33:06.4 | 86º   |

Masculino
| Atleta                    | Evento                 | Qualificatória | Qualificatória | Quartas     | Quartas     | Semifinal   | Semifinal   | Final       | Final       |
| Atleta                    | Evento                 | Tempo          | Pos.           | Tempo       | Pos.        | Tempo       | Pos.        | Tempo       | Pos.        |
| ------------------------- | ---------------------- | -------------- | -------------- | ----------- | ----------- | ----------- | ----------- | ----------- | ----------- |
| Ömer Ayçiçek              | 15 km livre            |                |                |             |             |             |             | 40:28.7     | 93º         |
| Ömer Ayçiçek              | Velocidade individual  | 3:57.91        | 77º            | Não avançou | Não avançou | Não avançou | Não avançou | Não avançou | Não avançou |
| Hamza Dursun              | 15 km livre            |                |                |             |             |             |             | 40:05.3     | 92º         |
| Hamza Dursun              | Velocidade individual  | 3:36.53        | 71º            | Não avançou | Não avançou | Não avançou | Não avançou | Não avançou | Não avançou |
| Ömer Ayçiçek Hamza Dursun | Velocidade por equipes |                |                |             |             | 18:45.78    | 12º         | Não avançou | Não avançou |

### Patinação artística
| Atleta                     | Evento        | Programa curto | Programa curto | Programa livre | Programa livre | Total  | Total |
| Atleta                     | Evento        | Pontos         | Pos.           | Pontos         | Pos.           | Pontos | Pos.  |
| -------------------------- | ------------- | -------------- | -------------- | -------------- | -------------- | ------ | ----- |
| Alisa Agafonova Alper Uçar | Dança no gelo | 59.42          | 20º            | 87.76          | 18º            | 147.18 | 19º   |

### Salto de esqui
Masculino
| Atleta              | Evento                  | Preliminar | Preliminar | 1ª rodada   | 1ª rodada   | Final       | Final       | Final       |
| Atleta              | Evento                  | Pontos     | Pos.       | Pontos      | Pos.        | Pontos      | Total       | Pos.        |
| ------------------- | ----------------------- | ---------- | ---------- | ----------- | ----------- | ----------- | ----------- | ----------- |
| Fatih Arda İpcioğlu | Pista normal individual | 68.2       | 57º        | Não avançou | Não avançou | Não avançou | Não avançou | Não avançou |
| Fatih Arda İpcioğlu | Pista longa individual  | 36.4       | 56º        | Não avançou | Não avançou | Não avançou | Não avançou | Não avançou |

Legenda
| Recorde mundial      | Recorde mundial (World record)               |                       | Recorde africano                      | Recorde africano (African) |                                           | Q | Classificado por posição (Qualified) |
| Recorde olímpico     | Recorde olímpico (Olympic record)            | Recorde da América    | Recorde da América (Americas)         | q                          | Classificado por melhor tempo (Qualified) |   |                                      |
| Melhor marca do ano  | Melhor marca do ano (World leading)          | Recorde asiático      | Recorde asiático (Asian)              | DNS                        | Não largou (Did not start)                |   |                                      |
| Recorde nacional     | Recorde nacional (National record)           | Recorde europeu       | Recorde europeu (European)            | DNF                        | Não terminou (Did not finish)             |   |                                      |
| Recorde pessoal      | Recorde pessoal do atleta (Personal best)    | Recorde da Oceania    | Recorde da Oceania (Oceania)          | DSQ / DQ                   | Desclassificado (Disqualified)            |   |                                      |
| Recorde da temporada | Recorde da temporada do atleta (Season best) | Recorde sul-americano | Recorde sul-americano (South America) | NM                         | Sem marca (No mark)                       |   |                                      |